# 松沼雅之
松沼 雅之（まつぬま まさゆき、1956年7月24日 - ）は、東京都墨田区出身の元プロ野球選手（投手、右投右打）・コーチ。
現役時代は、西武ライオンズに在籍。兄は元西武投手の松沼博久。西武在籍当時、博久は「松沼兄」雅之は「松沼弟」と呼ばれていた。通称「オトマツ」「おとやん」。

## 経歴

### プロ入りまで
4人兄弟の末弟として生まれる。東京都墨田区から千葉県流山市に転居。高校は茨城県の取手二高に進学。エースとして1974年夏の県大会決勝に進む。土浦日大高の工藤一彦と投げ合うが1-3で惜敗、甲子園出場を逸した。
卒業後は東洋大学に進む。東都大学野球リーグでは1年上の達川光男とバッテリーを組み、1976年秋季リーグで8勝1敗の好成績をあげ、チームのリーグ初優勝に貢献した。同年の明治神宮野球大会では準決勝で松本匡史、山倉和博、岡田彰布らを擁する早大に敗退。1978年秋季リーグで2度目の優勝を飾る。同年の明治神宮野球大会では準決勝の東海大戦で原辰徳に本塁打を浴びるも延長11回を完投勝利して決勝に進出するが、エース中本茂樹を擁する同志社大に敗れ準優勝にとどまる。1977年から日米大学野球選手権大会の代表に2年連続で選出され、1978年の大会では3勝をあげ日本の優勝に貢献、同大会の最高殊勲選手となった。リーグ通算85試合登板し39勝26敗、防御率1.84、376奪三振。39勝は芝池博明の41勝に次ぎ、田村政雄と並ぶ2位タイ。15完封勝利は当時のリーグ記録。最高殊勲選手2回、最優秀投手3回、ベストナイン3回。

### 現役時代
1978年オフ、読売ジャイアンツとの激しい争奪戦の末、兄の博久と共にドラフト外で西武ライオンズに入団。担当スカウトは毒島章一。
1979年は、ルーキーながら5月中旬から先発陣の一角に起用されるが、4勝にとどまる。
1980年には12勝7敗、初めて規定投球回（13位、防御率4.00）にも達した。同年から5年連続で2桁勝利を記録している。
1982年は防御率2.76（リーグ3位）の好成績で、同年からの2年連続日本一に貢献。中日との日本シリーズでは第4戦に登板した。
1983年は自己最高の15勝8敗を記録、巨人との日本シリーズでも4試合に登板、第4戦では松沼博久をリリーフし日本シリーズ初勝利をあげる。
1985年以降は故障で満足な成績を残せなかった。
1989年限りで引退。東尾修らとともに西武の黄金時代を支えた脇役である。また、「兄やん」と呼ばれた博久に対し、「オトマツ」の通称があった。1984年5月11日の対近鉄バファローズ戦で、有田修三への危険球により球史上3人目の退場者になっている。

### 解説者、指導者として
引退後は1990年から1999年まではテレビ朝日・テレビ埼玉・文化放送で野球解説者として活動。テレビ朝日では主にネット裏からの球種解説を務めた。コーチとしては2000年は西武一軍投手コーチ、2001年から2003年途中までは二軍投手コーチ、一軍の投手陣の不振で二軍に降格した博久の後任として2003年シーズン終了後まで一軍投手コーチを務めた。2004年から現在までテレビ埼玉・文化放送の解説者となる。
2007年より、茨城トヨペット（2010年より休部）の総合コーチに就任。
2016年より、独立リーグ・ベースボール・チャレンジ・リーグの群馬ダイヤモンドペガサスで投手コーチを務める。
前期終了をもって体調不良により退団。
2018年より、活動を再開した茨城トヨペットに復帰し、投手コーチ、アドバイザーを務める。

## 趣味
インベーダーゲームの頃からのコンピューターゲーム愛好家で、ドラゴンクエストシリーズはIXまでプレーしている。当時プロ野球選手でゲームをやる人はほとんどいなかったという（2009年9月24日 斉藤一美 うるわしの夜での発言）。

## 西武入団の経緯
当時西武球団社長であった坂井保之によると、当初博久は東京ガスに残留、雅之もプロ入りせずに東京ガス入社と語っていたが、その情報を得た西武球団側は巨人による囲い込み（ドラフト外での入団）と判断。毒島章一を松沼兄弟専属担当スカウトにさせ、巨人との交渉が煮詰まった頃合いを見計らい毒島と戸田博之、根本陸夫が会食に誘い西武入団を決断させた。また巨人は2人合わせて1億2千万の契約金を提示していたところ、西武は1億5千万円を提示したと記している

## 詳細情報

### 年度別投手成績
| 年 度      | 球 団      | 登 板 | 先 発 | 完 投 | 完 封 | 無 四 球 | 勝 利 | 敗 戦 | セ 丨 ブ | ホ 丨 ル ド | 勝 率 | 打 者 | 投 球 回 | 被 安 打 | 被 本 塁 打 | 与 四 球 | 敬 遠 | 与 死 球 | 奪 三 振 | 暴 投 | ボ 丨 ク | 失 点 | 自 責 点 | 防 御 率 | W H I P |
| ---------- | ---------- | ----- | ----- | ----- | ----- | -------- | ----- | ----- | -------- | ----------- | ----- | ----- | -------- | -------- | ----------- | -------- | ----- | -------- | -------- | ----- | -------- | ----- | -------- | -------- | ------- |
| 1979       | 西武       | 39    | 11    | 1     | 0     | 0        | 4     | 5     | 3        | --          | .444  | 426   | 96.2     | 103      | 12          | 37       | 4     | 4        | 57       | 0     | 0        | 62    | 49       | 4.56     | 1.45    |
| 1980       | 西武       | 33    | 24    | 11    | 1     | 1        | 12    | 7     | 1        | --          | .632  | 733   | 175.1    | 171      | 26          | 48       | 0     | 4        | 123      | 0     | 0        | 85    | 78       | 4.00     | 1.25    |
| 1981       | 西武       | 30    | 25    | 11    | 4     | 1        | 12    | 8     | 3        | --          | .600  | 785   | 189.2    | 166      | 22          | 60       | 1     | 8        | 83       | 2     | 0        | 77    | 73       | 3.46     | 1.19    |
| 1982       | 西武       | 31    | 24    | 6     | 3     | 0        | 11    | 8     | 0        | --          | .579  | 725   | 172.2    | 158      | 16          | 63       | 3     | 8        | 110      | 3     | 0        | 59    | 53       | 2.76     | 1.28    |
| 1983       | 西武       | 28    | 28    | 15    | 3     | 2        | 15    | 8     | 0        | --          | .652  | 864   | 216.0    | 165      | 24          | 62       | 2     | 4        | 112      | 1     | 0        | 82    | 78       | 3.25     | 1.05    |
| 1984       | 西武       | 26    | 26    | 7     | 1     | 2        | 11    | 8     | 0        | --          | .579  | 741   | 178.1    | 159      | 17          | 59       | 3     | 8        | 86       | 2     | 0        | 78    | 73       | 3.68     | 1.22    |
| 1985       | 西武       | 7     | 5     | 0     | 0     | 0        | 0     | 2     | 0        | --          | .000  | 104   | 21.2     | 25       | 2           | 16       | 0     | 1        | 6        | 0     | 0        | 17    | 17       | 7.06     | 1.89    |
| 1986       | 西武       | 25    | 6     | 0     | 0     | 0        | 3     | 4     | 0        | --          | .429  | 278   | 63.1     | 74       | 12          | 21       | 1     | 2        | 35       | 2     | 0        | 33    | 31       | 4.41     | 1.50    |
| 1987       | 西武       | 21    | 0     | 0     | 0     | 0        | 1     | 1     | 5        | --          | .500  | 112   | 27.0     | 25       | 2           | 10       | 3     | 0        | 12       | 1     | 0        | 6     | 6        | 2.00     | 1.30    |
| 1988       | 西武       | 1     | 0     | 0     | 0     | 0        | 0     | 0     | 0        | --          | ----  | 9     | 1.2      | 4        | 0           | 0        | 0     | 0        | 1        | 0     | 0        | 2     | 2        | 10.80    | 2.40    |
| 通算：10年 | 通算：10年 | 241   | 149   | 51    | 12    | 6        | 69    | 51    | 12       | --          | .575  | 4777  | 1142.1   | 1050     | 133         | 376      | 17    | 39       | 625      | 11    | 0        | 501   | 460      | 3.62     | 1.25    |

- 各年度の太字はリーグ最高

### 記録
初記録
- 初登板：1979年4月11日、対阪急ブレーブス前期2回戦（阪急西宮球場）、6回裏に2番手で救援登板、1回無失点
- 初セーブ：1979年4月27日、対日本ハムファイターズ前期4回戦（後楽園球場）、8回裏1死に2番手で救援登板・完了、1回2/3無失点
- 初先発登板：1979年5月19日、対近鉄バファローズ前期7回戦（平和台球場）、1回1/3を2失点
- 初勝利・初先発勝利：1979年6月9日、対南海ホークス前期8回戦（西武ライオンズ球場）、5回1失点
- 初完投勝利：1979年9月12日、対近鉄バファローズ後期9回戦（西武ライオンズ球場）、9回2失点（自責点0）
- 初完封勝利：1980年9月23日、対ロッテオリオンズ後期10回戦（静岡草薙球場）

その他の記録
- オールスターゲーム出場：4回 （1981年 - 1984年）

### 背番号
- 16 （1979年 - 1989年）
- 71 （2000年 - 2003年）
- 61 （2007年-2010年、2018年-）
- 87 （2016年）

## 関連情報

### 現在の出演番組
- BASEBALL SPECIAL（北海道文化放送）
- TVSライオンズアワー
- 文化放送ライオンズナイター

### 過去の出演番組
- テレビ朝日・スーパーベースボール（球種チェック）
- 文化放送ホームランナイター
- シルシルミシル